# Patrick Osiako
Patrick Osiako (ur. 15 listopada 1986 w Mombasie) – kenijski piłkarz grający na pozycji lewego pomocnika. Od 2013 roku jest zawodnikiem klubu Simurq Zaqatala.

## Kariera klubowa
Karierę piłkarską Osiako rozpoczął w klubie Coast Stars FC z Mombasy. W sezonie 2003/2004 zadebiutował w nim w kenijskiej Premier League. W 2004 roku zmienił klub i przeszedł do zespołu Tusker FC ze stolicy kraju Nairobi. W sezonie 2006/2007 wywalczył z Tusker FC mistrzostwo Kenii.
W grudniu 2007 roku Osiako podpisał kontrakt ze szwedzkim drugoligowcem, Mjällby AIF. Stał się w nim podstawowym zawodnikiem, a na koniec 2009 roku awansował z nim do pierwszej ligi Szwecji. W szwedzkiej ekstraklasie zadebiutował 14 marca 2010 w meczu z AIK Fotboll (0:0).
| Sezon   | Klub              | Kraj    | Rozgrywki      | Mecze | Bramki |
| ------- | ----------------- | ------- | -------------- | ----- | ------ |
| 2003/04 | Coast Stars FC    | Kenia   | Premier League | 14    | 0      |
| 2004/05 | Tusker FC         | Kenia   | Premier League | 5     | 0      |
| 2005/06 | Tusker FC         | Kenia   | Premier League | 10    | 3      |
| 2006/07 | Tusker FC         | Kenia   | Premier League | ?     | ?      |
| 2007    | Mjällby AIF       | Szwecja | Superettan     | 22    | 0      |
| 2008    | Mjällby AIF       | Szwecja | Superettan     | 29    | 1      |
| 2009    | Mjällby AIF       | Szwecja | Superettan     | 28    | 4      |
| 2010    | Mjällby AIF       | Szwecja | Allsvenskan    | 27    | 0      |
| 2011    | Mjällby AIF       | Szwecja | Allsvenskan    | 19    | 1      |
| 2011/12 | Petrolul Ploeszti | Rumunia | Liga I         | 11    | 1      |
| 2012/13 | Hapoel Beer Szewa | Izrael  | Ligat ha’Al    | 28    | 0      |

## Kariera reprezentacyjna
W reprezentacji Kenii Osiako zadebiutował 4 października 2006 roku w zremisowanym 0:0 towarzyskim meczu z Tanzanią.